# Ficus semicordata
Ficus semicordata är en art av träd som först beskrevs av den skotske läkaren Francis Buchanan-Hamilton, och senare i en vetenskapligt korrekt publikation av den engelska botanikern James Edward Smith. (För detaljer, se den latinska termen "ex" i stycket om "Flera auktorer" på den här sidan).
Arten ingår i fikonsläktet i familjen mullbärsväxter. Utöver nominatformen finns också underarten Ficus semicordata montana.

## Bildgalleri

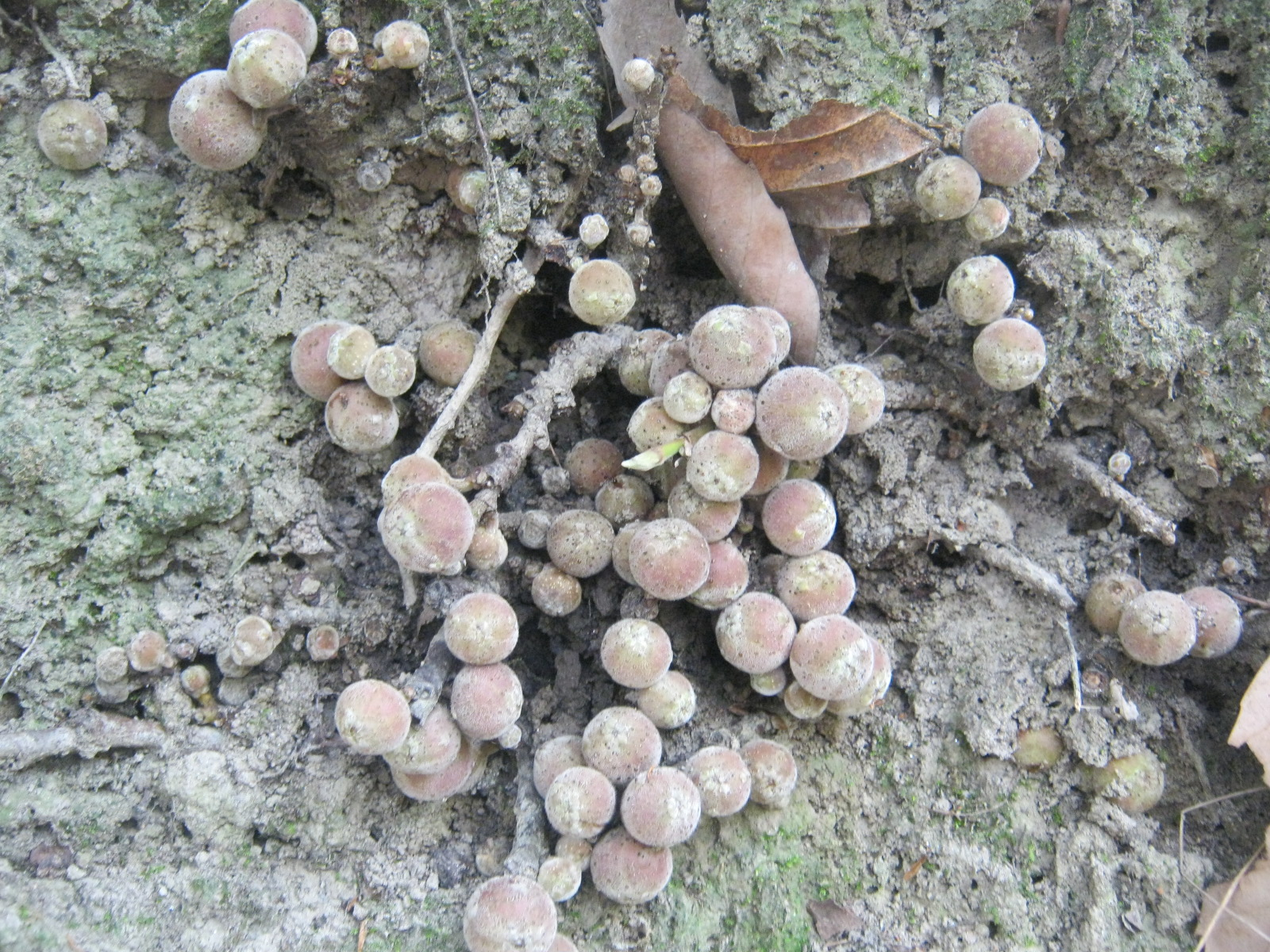